# Fernanda Montenegro
Fernanda Montenegro (Rio de Janeiro, 1929. október 16. –) brazil színésznő.
Brazíliában nemcsak nagyon híres és elismert személyiség, hanem igazi nemzeti kincsként tekintenek rá, legalább annyira, mint a focistára, Pelére. Nemzetközileg a Központi pályaudvar című brazil produkció tette híressé. 1999-ben a brazil miniszterelnök a Nemzeti Érdemrend nagykeresztjével tüntette ki (ONM).

## Élete és pályafutása
Arlette Pinheiro Esteves da Silva néven született polgári családban. Apja autószerelő volt. Montenegro tizenötévesen kezdett a rádiónak dolgozni, művésznevét háziorvosának nevéből rakta össze. Az ötvenes években debütált a színpadon egy Fernando Torres nevű színész mellett, aki három évvel később a férje lett. Két gyermekük született, az egyikük színészként, a másikuk rendezőként keresi a kenyerét. 1959-ben a házaspár megalapította saját színházát, repertoárját pedig olyan művészek darabjaival színesítette portugál nyelven, mint Arthur Miller, Edward Albee, Molière, Pirandello, Harold Pinter, Shaw és Beckett.
A korai hatvanas években Montenegro már a képernyőn és a filmvásznon is szerepelt. Említésre méltó az 1965-ös A halott asszony és a magyar szinkron nélküli 1981-es Eles Não Usam Black-Tie (magyarul Fekete nyakkendőt nem használnak), amely a munkások zavargásairól és a családi kapcsolatokról szól. Továbbá a több részre bontott Négy nap szeptemberben (1997), amely a felnőtté válás témáját boncolgatja, és nem mellesleg Oscar-díjra jelölték legjobb idegen nyelvű film kategóriában. A televíziós szerepléseit többnyire a szappanoperák ölelik fel, amelyekben a jólöltözött, elegáns mágnásfeleség jellegzetes karakterét játszotta. Kiemelhető az 1990-es Rainha da sucata című tévésorozata, amelyben szokástól eltérően a családanya szerepét kapta egy viszályokkal megtűzdelt családban. Brazíliában Montenegro nagy tiszteletnek örvend, mivel még ha kis szerepet is kell alakítania, nagy gonddal és precizitással vállalja.
Montenegrónak népszerűsége és tehetsége ellenére csak Dél-Amerikában volt nagy híre egészen addig, amíg egy brazil rendező, Walter Salles fel nem kereste egy filmjével. „Kezdettől fogva őt kívántam erre a szerepre, a forgatókönyvet is úgy írattam” – nyilatkozta a rendező a New York Timesnak. – „Láttam őt a színpadon, láttam minden filmjét, amiben csak ő volt, és megfogott azzal, hogy milyen hű marad a karakterekhez. Elképesztő, mennyire sokoldalú színésznő.” A forgatás megindult, majd egy nap a producer, Arthur Cohn, Montenegro felé fordult, és megjósolta neki, hogy Oscar-díjra fogják jelölni. „Én szkeptikus voltam.” – emlékezett vissza Montenegro a New York Timesnak adott interjún. – „Úgy vettem fel inkább, mint egy bókot, egy kedves, szívélyes jókívánságot.”
Azonban a Központi pályaudvar mégis meghódította egész Európát, tarolt a fesztiválokon, megnyerte az Arany Medvét, jelölték Oscar-díjra. A kritikusok megemelték kalapjukat Montenegro előtt, aki nemcsak elnyerte a legjobb színésznőnek járó Ezüst Medvét, de Oscar-díjra is jelölték. Montenegro volt az első brazil színésznő, akit ez a megtiszteltetés ért. Hogy pályafutását megkoronázzák, 1999-ben Montenegro a brazil állam legmagasabb kitüntetését vehette át a miniszterelnöktől: a Nemzeti Érdemrend nagykeresztjét (ONM).
Montenegro mindezek ellenére a színpad mellett tette le a voksát. „Minden, amit csak kaptunk, azt a színház adta nekünk” – mondta a New York Timesnak. A színésznő továbbra is aktívan dolgozik a média területén. 2013-ban Nemzetközi Emmy-díjat nyert, amelyre 2015-ben újonnan jelölték.

## Filmográfia

### Filmek
| Év   | Cím                         | Szerep | Magyar hangja |
| ---- | --------------------------- | --- | ------------- |
| 1955 | Mãos Sangrentas             | Sangerin (hangja)                                                                                         | –             |
| 1965 | A halott asszony            | Zulmira                                                                                                   | n.a           |
| 1970 | Pecado Mortal               | Fernanda                                                                                                  | –             |
| 1970 | Minha Namorada              | ? | –             |
| 1971 | Em Família                  | Anita | –             |
| 1971 | A Vida de Jesus Cristo      | Samaritana                                                                                                | –             |
| 1973 | Joanna Francesca            | Joanna (hangja)                                                                                           | –             |
| 1973 | Medéia                      | ? | –             |
| 1976 | Marília e Marina            | ? | –             |
| 1978 | Minden rendben              | Elvira Barata                                                                                             | n.a           |
| 1981 | Eles Não Usam Black-Tie     | Romana | –             |
| 1985 | A csillag órája             | Madame Carlota                                                                                            | n.a           |
| 1988 | Fogo e Paixão               | királynő a kastélyban                                                                                     | –             |
| 1997 | Négy nap szeptemberben      | Dona Margarida                                                                                            | n.a           |
| 1998 | Központi pályaudvar         | Isadora                                                                                                   | Győry Ilona   |
| 1998 | Traição                     | nő a bárpultnál (O Primeiro Pecado rész) Dagmar édesanyja (Diabólica rész) nő a hotelban (Cachorro! rész) | –             |
| 1999 | Kutyaper (minisorozat)      | Compadecida                                                                                               | n.a           |
| 1999 | Gêmeas                      | az anya                                                                                                   | –             |
| 2000 | Kutyaper                    | Compadecida                                                                                               | n.a           |
| 2002 | Pastores da Noite           | Tibéria                                                                                                   | –             |
| 2004 | Ablak Copacabánán           | Regina | n.a           |
| 2004 | Olga                        | Leocádia Prestes                                                                                          | –             |
| 2004 | Redentor                    | Dona Isaura                                                                                               | –             |
| 2005 | A homok börtönében          | Dona Maria Áurea Maria                                                                                    | n.a           |
| 2007 | Szerelem a kolera idején    | Tránsito Ariza                                                                                            | Halász Aranka |
| 2008 | O Natal do Menino Imperador | narrátor                                                                                                  | –             |
| 2012 | Doce de Mãe                 | Maria Izabel "Picucha" de Souza                                                                           | –             |
| 2013 | O Tempo e o Vento           | Bibiana Terra Cambará                                                                                     | –             |
| 2014 | A Primeira Missa            | Ente da Floresta                                                                                          | –             |
| 2014 | Boa Sorte                   | Célia | –             |
| 2014 | Infância                    | Dona Mocinha                                                                                              | –             |
| 2014 | Rio, szeretlek!             | Dona Fulana (Dona Fulana rész)                                                                            | n.a           |
| 2018 | O Beijo no Asfalto          | Dona Matilde                                                                                              |               |
| 2019 | Egy nő láthatatlan élete    | Eurídice Gusmão                                                                                           |               |
| 2019 | Piedade                     | Carminha                                                                                                  |               |
| 2019 | O Juízo                     | Marta Amarantes                                                                                           |               |
| 2020 | Gilda, Lúcia e o Bode       | Gilda |               |
| 2024 | Én még itt vagyok           | Eunice Paiva                                                                                              |               |
| 2025 | Vitória                     | Nina |               |

### Televíziós sorozatok
| Év        | Cím                       | Szerep                          |
| --------- | ------------------------- | ------------------------------- |
| 1956–58   | Grande Teatro Tupi        | különböző szerepek (hat epizód) |
| 1963      | Pouco Amor Não É Amor     | Marília                         |
| 1963      | A Morta Sem Espelho       | ?                               |
| 1964      | Vitória                   | ?                               |
| 1964      | Sonho de Amor             | ?                               |
| 1966      | Calúnia                   | Amália                          |
| 1966      | Redenção                  | Lisa                            |
| 1968      | A Muralha                 | Mãe Cândida Olinto (egy epizód) |
| 1969      | Sangue do Meu Sangue      | Júlia Camargo                   |
| 1979      | Cara a Cara               | Ingrid                          |
| 1981      | Baila Comigo              | Sílvia Toledo Fernandes         |
| 1981      | Brilhante                 | Chica Newman                    |
| 1983      | Guerra dos Sexos          | Charlô                          |
| 1986      | Cambalacho                | Leonarda "Naná" Furtado         |
| 1990      | Rainha da Sucata          | Salomé                          |
| 1990      | Pokoli paradicsom         | Manoela                         |
| 1991      | O Dono do Mundo           | Olga Portela (egy epizód)       |
| 1993      | Renascer                  | Jacutinga                       |
| 1993      | O Mapa da Mina            | Madalena Moraes                 |
| 1994      | Incidente em Antares      | Quitéria Campolargo             |
| 1994      | Veja Esta Canção          | ? (Samba do Grande Amor rész)   |
| 1995      | A következő áldozat       | Charlô (egy epizód)             |
| 1995–96   | A Comédia da Vida Privada | Dora, Tia Otávia (két epizód)   |
| 1997      | Zazá                      | Mariza "Zazá" Dumont            |
| 1998–2009 | Casseta & Planeta Urgente | különböző szerepek              |
| 1999      | O Belo e as Feras         | Clotilde (egy epizód)           |
| 1999      | Você Decide               | Lourdes (egy epizód)            |
| 2001      | As Filhas da Mãe          | Lulu de Luxemburgo              |
| 2002      | Terra Speranza            | Luiza                           |
| 2005      | Hoje é Dia de Maria       | Madraste Dona Cabeça            |
| 2005–2006 | Belissima                 | Bia Falcão                      |
| 2008      | Queridos Amigos           | Dona Iraci                      |
| 2010–11   | Passione                  | Bete Gouveia                    |
| 2012      | As Brasileiras            | Mary Torres (egy epizód)        |
| 2013      | Saramandaia               | Candinha Rosado                 |
| 2014      | Doce de Mãe               | Maria Izabel "Picucha" de Souza |
| 2015      | Babilônia                 | Teresa                          |
| 2016–18   | Mister Brau               | Rosita (három epizód)           |
| 2017–18   | O Outro Lado do Paraíso   | Mercedes Alcântara              |
| 2019      | A Dona de Pedaço          | Dulce Ramirez (egy epizód)      |
| 2020      | Amor e Sorte              | Gilda (egy epizód)              |

## Fontosabb díjak és jelölések
| Év   | Cím                 | Díj                                                      | Eredmény |
| ---- | ------------------- | -------------------------------------------------------- | -------- |
| 1998 | Központi pályaudvar | Berlini Nemzetközi Filmfesztivál: Ezüst Medve díj        | Elnyerte |
| 1998 | Központi pályaudvar | New York-i Filmkritikusok Egyesülete: Legjobb színésznő  | Jelölve  |
| 1999 | Központi pályaudvar | Golden Globe-díj a legjobb női főszereplőnek – filmdráma | Jelölve  |
| 1999 | Központi pályaudvar | Oscar-díj a legjobb női főszereplőnek                    | Jelölve  |
| 2004 | Ablak Copacabánán   | San Sebastián-i Nemzetközi Filmfesztivál: Külön dicséret | Elnyerte |
| 2013 | Doce de Mãe         | Nemzetközi Emmy-díj a legjobb női főszereplőnek          | Elnyerte |
| 2015 | Doce de Mãe         | Nemzetközi Emmy-díj a legjobb női főszereplőnek          | Jelölve  |